# Historia de amor con final anunciado
Historia de amor con final anunciado es un cortometraje de 2007, dirigido por el director nicaragüense Bolívar González y protagonizado por Héctor Avellán y Enizel Díaz. Es considerada la primera película de temática homosexual de Nicaragua.

## Producción
La película fue producida tras el anuncio de la despenalización de la homosexualidad en Nicaragua, que fue efectiva en 2008 cuando se derogó el artículo 204 del Código Penal de Nicaragua que penalizaba las relaciones homosexuales.
El director Bolívar González estudió cine en Bulgaria, y encuadra su obra dentro del denominado «cine socialista» o «cine de los oprimidos».

## Argumento
El cortometraje, protagonizado por Héctor Avellán y Enizel Díaz, narra la historia de amor entre dos hombres de entornos sociales diferentes.

## Festivales
Ha sido presentado en diversos festivales, entre los que destacan:
- Festival Internacional de cine gay y lésbico de Barcelona
- Da Sodoma a Hollywood 23 - TORINO GLBT Film Festival
- Festival de cine latino en San Diego
- Festival de cine gay y lésbico de Israel
- Festival de cine gay y lésbico de Tokio